# 松岡謙一郎
松岡 謙一郎（まつおか けんいちろう、1914年（大正3年）6月13日 - 1994年（平成6年）12月23日）は、日本の実業家。日本教育テレビ（NET、現：テレビ朝日）副社長、日本ケーブルテレビジョン社長を務めた。

## 来歴・人物
松岡洋右の長男としてワシントンで生まれる。東京帝国大学法学部政治学科を卒業。同盟通信、海軍報道部員として働き、李香蘭と浮き名を流したことでも知られる。 戦後は、岡村二一らがつくった写真新聞社代表を経て、開局する日本教育テレビ取締役編成局長に就任する。
編成局長の時、編成課長には外画課長だった大川博の女婿、吉田治雄が就いた。松岡は吉田に「外国映画は絶対に当たるから他局がまねしてくるはずだ。だから追随しようとしても作品が残っていないぐらいに買いまくってから、ゴールデンタイムでスタートしよう」と隠密理での買い付けを命じた。役員の過半は映画放映に反対するが、それを抑えて、1966年（昭和41年）10月『日曜洋画劇場』（当初は土曜放送）として放送に及ぶと高視聴率を叩き出し、松岡はしてやったりの笑顔を浮かべた。
編成担当として映画で当てた後、電波政策を扱う社長室担当となり、新局の免許獲得の責任者に就くことになる。松岡は大川がNETを去った後の東映を代表しながらも、温厚な性格もあって会長の赤尾好夫と友好的に接することができ、71歳で退任するまで、代表取締役副社長を21年にわたって務めた。このほか1971年（昭和46年）には、日本ケーブルテレビジョンの設立に参画し社長に就任した。
1994年12月23日、肝臓がんのため死去。80歳没。

## 家族・親族
父・洋右は外交官出身の政治家で立憲政友会代議士や外相を歴任した。母・龍は進経太の長女。母方の大叔母・みつは西洋史学者の箕作元八に嫁いだ。叔母（洋右の妹）藤枝の夫・佐藤松介は、共に首相を務めた岸信介・佐藤栄作兄弟の叔父である。松介と藤枝の長女・寛子は佐藤栄作の妻で、栄作は婿養子のため謙一郎の（法定血族としての）義理の従兄にあたる。

## 略歴
- 1914年 - 生まれる。
- 1941年 - 旧制東京高等学校を経て、東京帝国大学法学部政治学科卒。同盟通信入社。
- 1952年 - サンテレフォト社長。
- 1957年 - 日本教育テレビ取締役編成局長。
- 1963年 - 取締役映画局長。
- 1965年 - 副社長。
- 1971年 - 日本ケーブルテレビジョン社長。
- 1977年 - 全国朝日放送副社長。
- 1986年 - 全国朝日放送副社長を退任。